# Маунт Шаста (Калифорния)
Маунт Шаста (на английски: Mount Shasta) е град в окръг Сискию в щата Калифорния, САЩ. Маунт Шаста е с население от 3621 жители (2000) Градът е разположен на 1097 м (3600 фута) н.в.. Маунт Шаста е на около 16 км (10 мили) на югозапад от връх Шаста, природна забележителност в Северна Калифорния.

## Личности
Родени в Маунт Шаста
- Анита Лус, писателка, сценарист и драматург